# Eichberg (Saint-Gall)
Pour les articles homonymes, voir Eichberg.
Eichberg est une commune suisse du canton de Saint-Gall, située dans la circonscription électorale de Rheintal.